# 三宅健太
三宅 健太（みやけ けんた、1977年8月23日 - ）は、日本の男性声優。沖縄県出身。81プロデュース所属。

## 経歴
10代の頃、ファンであったとある女優に「一目お会いしたい」「どうせなら共演したい」と思ったことが声優を目指すきっかけ。アミューズメントメディア総合学院声優学科卒業、81プロデュースに入所。
既婚者であり、2011年には第一子である男児が誕生。自身が父親になったことに関しては、「自分は、人生でカッコいいと言われる局面の方が少なかったけれど、自分の子供に「カッコいい」と言ってもらえるくらいにはちゃんとしようと思った」と語っている。
2019年、第13回声優アワードにて助演男優賞を受賞した。

## 人物・エピソード
趣味・特技は柔道（初段）。

### 特色
声種はバリトン。
声優としては、外国映画の吹替え、アニメーション、番組、CMのナレーションなどで活躍している。役柄としては、魅力ある低音ボイスで、タフガイから二枚目の役、豪快な役まで幅広くこなしている。
活動の始めは吹き替えの仕事をすることが多かった三宅だが、当初はあまりの緊張に台詞を発することを忘れて椅子に座ったまま放心するという失態を犯し、その際スタッフにはものすごく怒られたという。

### 出演作について
一時、オーディションに落ち続けていた時期があり、オーディションを受けることに対して自信を無くしていたが、そのタイミングで自身が最も好きな作品である『ジョジョの奇妙な冒険』のオーディションがあることを知り、「絶対に役を取りたい」という思いと「今の自分でいけるだろうか?」という葛藤の中でオーディションに臨んだことを明かしている。なお、スタジオオーディションでは極度の緊張のために良い演技ができず、周囲のスタッフもオーディションでの演技を不安視していたが、以前から三宅のことを知っていた音響監督の岩浪美和は「三宅君なら大丈夫だ」と、モハメド・アヴドゥル役に三宅を推したという。しかしその一方で、三宅本人に対しては「他の現場で会っても、あえてオーディションの結果を教えずに泳がせておいた」ことが、『ジョジョの奇妙な冒険 スターダストクルセイダース』で共演した小野大輔の口から語られている。
『ファイナルファンタジーXV』のアニメーション作品『BROTHERHOOD FINAL FANTASY XV』では、自身がゲーム中で演じたグラディオラス・アミシティアの少年期（13〜4歳頃）を演じているが、当初は「今の自分の声で子どもの頃のグラディオを演じるのは無理があるのではないか」と思ったため、一度オーディションを受けた上でアニメの収録に参加している。なお、オーディションを受ける際には「自分が変声期の時には今のような声になっていたし、グラディオの13歳の時はこうだったんじゃ!」と開き直ってオーディションを受けたことを語っている。

## 出演
太字はメインキャラクター。

### テレビアニメ
1999年
- おじゃる丸（ジム）

2000年
- ゾイド -ZOIDS-（ヘルキャット乗員、通信兵、帝国兵士、兵士）
- うちゅう人 田中太郎（歌う司令官）
- ポケットモンスター (1997)（リングマ ）
- 幻想魔伝 最遊記（妖怪）
- グラビテーション（不良B 、男性芸能レポーター、税関職員 他）

2001年
- オフサイド（石原丈太郎）
- 鋼鉄天使くるみ2式（修験者）
- サラリーマン金太郎（白窪、客）
- 星界の戦旗II（トレクセス艦長）
- 探偵少年カゲマン（2001年 - 2002年、怪盗デ・アール、怪盗ノ・ヨーン）
- パラッパラッパー（社員、キャスター、ライバル）
- フィギュア17 つばさ&ヒカル（警官）
- 名探偵コナン（2001年 - 2019年、椿刑事、榊一馬、島崎望、荻野啓佑、中間台悟、漆原史昭、高瀬林太郎）

2002年
- 攻殻機動隊 STAND ALONE COMPLEX 
- 炎の蜃気楼（大学生3）
- ロックマンエグゼ（2002年 - 2006年、エレキ伯爵、リーグマン、ジャンクマン、ホエールマン、ゾアノジャンクマン、ゾアノホエールマン） - 5シリーズ
- 王ドロボウJING
- ヒートガイジェイ（ジョバンニ・ギャロ）
- 超重神グラヴィオン（SP ）

2003年
- デジモンフロンティア（デュナスモン ）
- AVENGER（ゲイツ）
- 一騎当千（2002年 - 2010年、太史慈子義、黄忠漢升、ナレーション） - 4シリーズ
- WOLF'S RAIN（ツメ）
- ガングレイヴ（2003年 - 2004年、ネイサン、手下、部下、男、アナウンサー 他）
- コロッケ!（アブラミー）
- 時空冒険記ゼントリックス（ゼウス）
- 真月譚 月姫（ネロ・カオス）
- 無限戦記ポトリス（キャノンガム、トルーパーC）
- LAST EXILE（ジム、レース係員A、見張り員、ラム）
- わがまま☆フェアリー ミルモでポン! ごおるでん（怪人福笑い）
- ボボボーボ・ボーボボ（2003年 - 2005年、マイテル、先生、スパークマン、浪漫貴公〈イシカワ・ゴエモン〉、クリムゾン）
- ソニックX（ベクター）

2004年
- トランスフォーマー スーパーリンク（ランドマイン、オメガスプリーム）
- 金色のガッシュベル!!（2004年 - 2005年、ガルザ、レイン）
- NARUTO -ナルト-（2004年 - 2015年、次郎坊、感電テクノ、赤ツチ） - 2シリーズ
- お伽草子（渡辺綱）
- 陰陽大戦記（2004年 - 2005年、白虎のランゲツ、魔物、解説員、大降神コゲンタ、大コンゴウ）
- 今日からマ王!（不良B）
- KURAU Phantom Memory（アヤカの夫）
- 恋風（佐伯耕四郎）
- 攻殻機動隊 S.A.C. 2nd GIG（個別の11人）
- 砂ぼうず（蛙一家、のりおの父、橋本）
- 絶体絶命でんぢゃらすじーさん（マイケル）
- デュエル・マスターズ（2004年 - 2015年 、チャッピー、エージェントX） - 3シリーズ
- 天上天下（3年生A、相良浩治）
- BLEACH（2004年 - 2009年、銀彦、アルデゴル、シャルロッテ・クールホーン）
- 冒険王ビィト（アルサイド）
- みらくる! ぱんぞう（スペースゴリ）
- MAJOR（2004年 - 2010年、徳、早乙女泰造、フォックス、ゴードン、ウィルソン 他） - 5シリーズ

2005年
- ゾイドフューザーズ（バラフ）
- IGPX（ザナック・ストラウス）
- 苺ましまろ（アナの父親）
- 頭文字D Fourth Stage（2005年 - 2006年、パープルシャドウメンバー）
- うえきの法則（平丸男）
- 強殖装甲ガイバー（ゼルブブス）
- CLUSTER EDGE（労働者）
- 極上生徒会（角元晴男）
- 地獄少女（楠木義行）
- 灼眼のシャナ（2005年 - 2012年、“千変”シュドナイ） - 3シリーズ
- ゾイドジェネシス（2005年 - 2006年、ガラガ）
- ディノブレイカー（2005年 - 2006年、チャオ・リー）
- 闘牌伝説アカギ 〜闇に舞い降りた天才〜（グラサン、山崎、田原、吉岡 他）
- ノエイン もうひとりの君へ（イスカ、黛拓也）
- ハチミツとクローバー（合田稼頭男）
- ふしぎ星の☆ふたご姫（ホワン）
- フタコイ オルタナティブ（木下檜吉）
- BLACK CAT（2005年 - 2006年、ガロム）
- ポケットモンスター アドバンスジェネレーション（2005年 - 2006年、ゴースト、カラザ、シザリガー、ヒース、ドンファン 他）
- まじめにふまじめ かいけつゾロリ（2005年 - 2006年、カレー屋店長、プラスデンキウナギ、子ブタ次男、バケル男爵、魔王）
- ONE PIECE（2005年 - 2025年、ザンバイ、モーリー）

2006年
- イノセント・ヴィーナス（スティーブ）
- ウィッチブレイド（中田哲）
- ガラスの艦隊（ボンベイ）
- 牙 -KIBA-（ポリスC）
- 銀魂（2006年 - 2018年、原田右之助、店長、鯱、宇宙船の客、小石） - 4シリーズ
- 結界師（牙銀）
- コヨーテ ラグタイムショー（スーパーソウル）
- ザ・サード 〜蒼い瞳の少女〜（ケヴィン、評議会議員）
- スパイダーライダーズ 〜オラクルの勇者たち〜（2006年 - 2007年、スタッグス） - 2シリーズ
- D.Gray-man（スキン・ボリック）
- 天保異聞 妖奇士（加納政之進）
- .hack//Roots（俵屋 / 藤太）
- TOKYO TRIBE2（2006年 - 2007年、メラ）
- となグラ!（有坂姉妹の父）
- パンプキン・シザーズ（ランデル・オーランド）
- BLACK LAGOON（メニショフ伍長、マニサレラカルテル、エージェント・ブレンド、アントニオ、クェンテイン・ザ・タイガー 他） - 2シリーズ
- ポケットモンスター ダイヤモンド&パール（2006年 - 2011年、サカキ、エレキッド→エレブー→エレキブル、アカギ、ダークライ、シンジのハリテヤマ、ドンファン、ボスゴドラ 他） - 1シリーズ+特別編

2007年
- エル・カザド（ダグラス・ローゼンバーグ、ベックマン）
- ゲゲゲの鬼太郎（第5作）（2007年 - 2009年、佐竹、明、輪入道）
- さぁイコー! たまごっち（おやじっち、ペン型マシーン、ぐまっち、家来）
- 瀬戸の花嫁（瀬戸豪三郎）
- 天元突破グレンラガン（ギューザック）
- BACCANO! -バッカーノ!-（ベルガ・ガンドール）
- ハヤテのごとく!（2007年 - 2013年、クラウス、鯉神、アレスター B. セバスチャン） - 4シリーズ
- ポケモン不思議のダンジョン 時の探検隊・闇の探検隊（ガバイト）
- 魔人探偵脳噛ネウロ（西村大樹）
- まめうしくん（オオカミ）
- MOONLIGHT MILE 1stシーズン -Lift off-（アラン）
- REIDEEN（新垣、ジンザン）
- 湾岸ミッドナイト（北見淳）

2008年
- レンタルマギカ（紫藤辰巳）
- あまつき（蘇芳）
- CHAOS;HEAD（野呂瀬玄一）
- かんなぎ（涼城怜悧）
- キャシャーン Sins（ロボット）
- 狂乱家族日記（ド＝ゴーン）
- きらりん☆レボリューション STAGE3（雪野金太郎）
- ゴルゴ13（2008年 - 2009年、トーマス、兵士）
- シゴフミ（清澄才蔵）
- 純情ロマンチカ（2008年 - 2015年、田中） - 3シリーズ
- スレイヤーズREVOLUTION（砲兵A）
- 絶対可憐チルドレン（2008年 - 2009年、マッスル大鎌、ヤマダ・コレミツ）
- TYTANIA -タイタニア-（2008年 - 2009年、アジュマーン・タイタニア）
- To LOVEる -とらぶる-（モジャック将軍）
- 二十面相の娘（ムタ）
- 伯爵と妖精（スレイド）
- 秘密 〜The Revelation〜（佐々木恒彦）
- BLASSREITER（ヘルマン・ザルツァ）
- ペンギンの問題（2008年 - 2013年、渡辺ゴードン、清掃員、鬼ボス、クマ、男ベッカム 他） - 4シリーズ
- 北斗の拳 ラオウ外伝 天の覇王（ウイグル）
- マクロスF（ボビー・マルゴ、早乙女嵐蔵）
- 魍魎の匣（国語教師、労働者）
- ロザリオとバンパイア CAPU2（雪男）
- バトルスピリッツ 少年突破バシン（2008年 - 2009年、ナゾオトナ、マッチョ）

2009年
- 蒼天航路（李烈、楽進）
- ソウルイーター（ホワイト☆スター）
- DARKER THAN BLACK -流星の双子-（鎮目弦馬）
- 戦う司書 The Book of Bantorra（ミンス＝チェザイン）
- ねぎぼうずのあさたろう（とうなすの権太）
- 鋼の錬金術師 FULLMETAL ALCHEMIST（2009年 - 2010年、スカー、ガーフィール）
- Phantom 〜Requiem for the Phantom〜（ウォレス大尉）
- ポケモン不思議のダンジョン 空の探検隊 時と闇をめぐる最後の冒険（ヨノワール）
- メタルファイト ベイブレード（2009年 - 2013年、ベンケイ / マスクドブル） - 4シリーズ
- RIDEBACK -ライドバック-（山本力）

2010年
- オオカミさんと七人の仲間たち（ボス）
- おとめ妖怪 ざくろ（村長）
- GIANT KILLING（ハウアー）
- 聖痕のクェイサー（黄金の声 / 黄金のクェイサー / グレゴリィ）
- たまごっち!（ぐまっち）
- バトルスピリッツ ブレイヴ（イオラス）
- パンティ&ストッキングwithガーターベルト（ブラッディ・フード & ガル・グール）
- ひめチェン!おとぎちっくアイドル リルぷりっ（熱井太郎）
- ポケットモンスター ベストウイッシュ（2010年 - 2013年、サカキ、サトシのメグロコ→ワルビル→ワルビアル、ラングレーのツンベアー、ベルパパ、アデクのバッフロン 他） - 2シリーズ
- モンハン日記 ぎりぎりアイルー村☆アイルー危機一髪☆（2010年 - 2011年、教官） - 2シリーズ

2011年
- UN-GO（山本定信）
- 快盗天使ツインエンジェル〜キュンキュン☆ときめきパラダイス!!〜（赤ベレー）
- 神様ドォルズ（枸雅篤史）
- 機動戦士ガンダムAGE（ドン・ボヤージ）
- 逆境無頼カイジ 破戒録篇（関谷）
- これはゾンビですか?（ザリー）
- SKET DANCE（武光振蔵）
- セイクリッドセブン（鏡の父）
- 世界一初恋2（田中）
- TIGER & BUNNY（チャック、司法局幹部A）
- ダンタリアンの書架（赤毛の男）
- ダンボール戦機（2011年 - 2012年、首狩りガトー、オタゴールド） - 2シリーズ
- とある魔術の禁書目録II（駒場利徳）
- ドラえもん（テレビ朝日版第2期）（2011年 - 2013年、泥棒、カール警備員、監督、ころばし屋Z）
- バクマン。2（武光振蔵）
- 花咲くいろは（サバゲーマーA）
- 緋弾のアリア（ブラド）
- ファイ・ブレイン 神のパズル（2011年 - 2012年、フンガ） - 2シリーズ
- BLOOD-C（古きもの）
- プリティーリズム・オーロラドリーム（ペンギン先生、山田山夫）
- 夢喰いメリー（エルクレス）

2012年
- アクセル・ワールド（敵B）
- うぽって!!（スプリングフィールド）
- 境界線上のホライゾンII（ディエゴ・ベラスケス）
- PSYCHO-PASS サイコパス（足利紘一）
- さくら荘のペットな彼女（警備員）
- ソードアート・オンライン（2012年 - 2020年、ユージーン） - 2シリーズ + 特別編
- 探偵オペラ ミルキィホームズ 第2幕（所長）
- 超速変形ジャイロゼッター（久石豊総司令、エージェントB、40年後のソウタ 他）
- NARUTO -ナルト- SD ロック・リーの青春フルパワー忍伝（次郎坊）
- ハイスクールD×D（ミルたん）
- バトルスピリッツ ソードアイズ（レーゲン）
- パパのいうことを聞きなさい!（花村先輩）
- プリティーリズム・ディアマイフューチャー（ペンギン先生、山田山夫）
- モーレツ宇宙海賊（シュニッツァー）

2013年
- ガンダムビルドファイターズ（2013年 - 2014年、ゴンダ・モンタ）
- THE UNLIMITED 兵部京介（マッスル大鎌）
- 翠星のガルガンティア（オカマ）
- 進撃の巨人（2013年 - 2017年、ミケ・ザカリアス） - 2シリーズ
- すすめ!キッチン戦隊クックルン（スーパーシェフ）
- ストライク・ザ・ブラッド（ルードルフ・オイスタッハ）
- はたらく魔王さま!（九流）
- ビーストサーガ（ギャリソンG）
- プリティーリズム・レインボーライブ（福原煎太郎、田中さん、手下1、ペンギン先生）
- 僕は友達が少ないNEXT（藤岡暦）
- ポケットモンスター XY（2013年 - 2016年、サカキ、コジロウのマーイーカ、ムッシュ・ピエール、サトシのオンバーン、アランのバンギラス、ダイゴのメタグロス 他） - 2シリーズ + 特別編
- まおゆう魔王勇者（東の砦将）
- よんでますよ、アザゼルさん。Z（麗華）
- ONE PIECE エピソードオブメリー 〜もうひとりの仲間の物語〜（ザンバイ）

2014年
- 月刊少女野崎くん（宮前剣）
- 極黒のブリュンヒルデ（幹部）
- ジョジョの奇妙な冒険 スターダストクルセイダース（2014年 - 2015年、モハメド・アヴドゥル / アヴドゥルの父） - 2シリーズ
- 白銀の意思 アルジェヴォルン（コンラッド・ダニエルズ）
- そにアニ -SUPER SONICO THE ANIMATION-（嘉数）
- 大怪獣ラッシュ ウルトラフロンティア（ノダチザムシャー）
- テラフォーマーズ（ボーン）
- ドラゴンコレクション（太古の神〈炎〉）
- 七つの大罪（ツイーゴ）
- 信長協奏曲（佐々成政）
- フューチャーカード バディファイト（2014年 - 2016年、轟鬼ゲンマ、花薔薇エルフ、ゲンマロボ） - 3シリーズ
- めいたんていラスカル（ポー）

2015年
- アルスラーン戦記（2015年 - 2016年、クバード） - 2シリーズ
- アルドノア・ゼロ（オルガ） - 2025年に総集編『アルドノア・ゼロ（Re+）』劇場上映
- 暗殺教室（鷹岡明）
- うしおととら（羽生道雄）
- オーバーロード（2015年 - 2022年、コキュートス） - 4シリーズ
- 血界戦線（映画の中の弟）
- コメット・ルシファー（ハジメ・ド・モン）
- コンクリート・レボルティオ〜超人幻想〜（ドン）
- 下ネタという概念が存在しない退屈な世界（轟力雷樹）
- 純潔のマリア（イーヴァン）
- 進撃!巨人中学校（ミケ・ザカリアス）
- それが声優!（海原さん）
- 東京喰種トーキョーグール シリーズ（2015年 - 2018年、鉢川忠） - 2シリーズ
- パックワールド（キャプテン・バンシー）
- プラスティック・メモリーズ（東雲）
- 監獄学園 プリズンスクール（クリーニング屋）
- 夜ノヤッターマン（トンズラー）

2016年
- Re:ゼロから始める異世界生活（カドモン） - 2020年に第1期新編集版が放送
- カミワザ・ワンダ（2016年 - 2017年、ロケットミン）
- 機動戦士ガンダム 鉄血のオルフェンズ（2016年 - 2017年、ガラン・モッサ）
- 機動戦士ガンダムUC RE:0096（コンロイ・ハーゲンセン）
- シュヴァルツェスマーケン（ヴァルター・クリューガー）
- タイムボカン24（2016年 - 2018年、スズッキー） - 2シリーズ
- ダンガンロンパ3 -The End of 希望ヶ峰学園- 未来編（グレート・ゴズ）
- ナースウィッチ小麦ちゃんR（松川虎之介）
- なめこ〜せかいのともだち〜（黄金なめこ）
- NEW GAME!（2016年 - 2017年、ダンディーマックス） - 2シリーズ
- ブブキ・ブランキ（モーゼス） - 2シリーズ
- 僕のヒーローアカデミア（2016年 - 2024年、オールマイト） - 7シリーズ
- ポケットモンスター サン&ムーン（2016年 - 2019年、カキのバクガメス、サカキ、マオのパパ、サトシのメルタン→メルメタル 他）
- マギ シンドバッドの冒険（マハド）

2017年
- デジモンユニバース アプリモンスターズ（タイムモン）
- アイドルタイムプリパラ（2017年 - 2018年、大神田川ババリオ、タッキー）
- ベルセルク（ゾッド）
- 笑ゥせぇるすまんNEW（宇土泰造）
- まけるな!!あくのぐんだん!（晴太の父）
- パズドラクロス（2017年 - 2018年、バトナ）
- THE REFLECTION（ヴァイン、ロドリゴ）
- 天使の3P!（尾城健太）
- 魔法陣グルグル（ミナジ）

2018年
- BORUTO-ボルト- -NARUTO NEXT GENERATIONS-（2018年 - 、斗風、赤ツチ、ボロ）
- デスマーチからはじまる異世界狂想曲（デーモン・ロード）
- イナズマイレブン アレスの天秤（2018年 - 2019年、岩戸高志、轟伝次郎） - 2シリーズ
- 妖怪ウォッチ シャドウサイド（2018年 - 2019年、五右衛門）
- BANANA FISH（ケイン・ブラッド）
- ラディアン（2018年 - 2020年、トルク） - 2シリーズ
- バキ（2018年 - 2020年、ジャック・ハンマー） - 2シリーズ

2019年
- えんどろ〜!（マチヨ弟）
- どろろ（火袋）
- モブサイコ100 II（柴田）
- からくりサーカス（ハーレクイン）
- 異世界かるてっと（2019年 - 2020年、コキュートス） - 2シリーズ
- 消滅都市（ヘイジロウ）
- KING OF PRISM -Shiny Seven Stars-（G.o.d. I）
- ちはやふる3（2019年 - 2020年、原田秀雄）
- ハイスコアガールII（ザンギエフさん、ビシャモンさん）
- ゾイドワイルド ZERO（2019年 - 2020年、ノックス大尉）
- ポケットモンスター (2019)（2019年 - 2023年、サカキ、カイリュー、リザードン、ニョロボン、エアームド、メルメタル、ゴリランダー、メタグロス 他） - 2シリーズ
- パズドラ（2019年 - 2020年、ディーヴァ監督）
- ルパン三世 プリズン・オブ・ザ・パスト（ダイナマイト・ジョー）

2020年
- ブレーカーズ（成田健、ナレーション）
- 22/7（合田蒼）
- 神之塔 -Tower of God-（2020年 - 2024年、ラーク・レクレイシャー） - 3シリーズ
- もっと!まじめにふまじめ かいけつゾロリ（ポポンタ）
- ピーター・グリルと賢者の時間（2020年 - 2022年、アントニオ・スパルタコス） - 2シリーズ
- キラッとプリ☆チャン（2020年 - 2021年、山田さん、タッキー・ライス2）
- トニカクカワイイ（区役所職員）
- ゴールデンカムイ（岩息舞治）
- 魔王城でおやすみ（モルゲン）

2021年
- SK∞ エスケーエイト（シャドウ〈比嘉広海〉）
- バック・アロウ（テイ・ホウワ）
- ゴジラ S.P ＜シンギュラポイント＞（マイケル・スティーブン）
- シャドーハウス（ジョゼフ）
- 戦闘員、派遣します!（エンゲル）
- 東京リベンジャーズ（阪泉）
- でーじミーツガール（比嘉海星）
- 進化の実〜知らないうちに勝ち組人生〜（2021年 - 2023年、ザキア・ギルフォード） - 2シリーズ
- 真の仲間じゃないと勇者のパーティーを追い出されたので、辺境でスローライフすることにしました（2021年 - 2024年、ダナン） - 2シリーズ
- 王様ランキング（2021年 - 2023年、ボッス） - 2シリーズ
- クレヨンしんちゃん（阿畑ヒカル〈中の人〉）
- ドラゴンクエスト ダイの大冒険 (2020)（2021年 - 2022年、ロカ）
- メガトン級ムサシ（2021年 - 2023年、テツオ・イワタ） - 2シリーズ

2022年
- 平家物語（源義仲〈木曾義仲〉）
- 現実主義勇者の王国再建記（ジルコマ）
- 史上最強の大魔王、村人Aに転生する（ライザー・ベルフェニックス）
- 異世界迷宮でハーレムを（アラン）
- 連盟空軍航空魔法音楽隊ルミナスウィッチーズ（ジョーの父）
- まめきちまめこニートの日常（2022年 - 2023年、こまち、甥吉、医師） - 2シリーズ
- 新米錬金術師の店舗経営（アンドレ）
- うる星やつら (2022)（2022年 - 2024年、温泉マーク、犬） - 2シリーズ
- デジモンゴーストゲーム（ダークナイトモン）
- シャドウバースF（2022年 - 2024年、ヴォーデン・クラフト）

2023年
- 陰の実力者になりたくて!（クイントン） - 2シリーズ
- 大雪海のカイナ（ジャルジ）
- 痛いのは嫌なので防御力に極振りしたいと思います。2（塔の主人）
- 火狩りの王（2023年 - 2024年、油百七） - 2シリーズ
- HIGH CARD（ダグラス・バターカップ）
- 最強陰陽師の異世界転生記（ハウロ）
- もののがたり（挽切）
- ポケットモンスター (2023)（2023年 - 2025年、マードック、フリードのリザードン、ノズパス、ハカドッグ、ドドゲザン、イダイナキバ、ウガツホムラ）
- THE MARGINAL SERVICE（イヅナ・レン）
- 魔法少女マジカルデストロイヤーズ（マーカス）
- 贄姫と獣の王（ジョズ）
- ゾン100〜ゾンビになるまでにしたい100のこと〜（小杉権蔵）
- わたしの幸せな結婚（2023年 - 2025年、大海渡征） - 2シリーズ
- 死神坊ちゃんと黒メイド（狼）
- BLEACH 千年血戦篇-訣別譚-（シャルロッテ・クールホーン）
- Paradox Live THE ANIMATION（パラドックスデビル）
- アンダーニンジャ（ナレーション）
- キャプテン翼シーズン2 ジュニアユース編（2023年 - 2024年、ヘルマン・カルツ）
- るろうに剣心 -明治剣客浪漫譚- (2023)（石動雷十太）
- 呪術廻戦 懐玉・玉折/渋谷事変（陀艮）
- MFゴースト（エミール・ハンニネン）
- 全力ウサギ（オヤカタ）
- 鴨乃橋ロンの禁断推理（虎毛団吉）
- はめつのおうこく（パンチ）
- 『ヒプノシスマイク-Division Rap Battle-』Rhyme Anima +（服部金夢）
- アイドルマスター ミリオンライブ！（星梨花 父）

2024年
- SHAMAN KING FLOWERS（一原竜次）
- 勇気爆発バーンブレイバーン（ハル・キング）
- キングダム（馬呈）
- 最弱テイマーはゴミ拾いの旅を始めました。（オグト）
- スナックバス江（脳筋）
- 姫様“拷問”の時間です（アリオート）
- 怪獣8号（怪獣10号）
- 魔王学院の不適合者 II 〜史上最強の魔王の始祖、転生して子孫たちの学校へ通う〜（ディードリッヒ・クレイツェン・アガハ）
- 新米オッサン冒険者、最強パーティに死ぬほど鍛えられて無敵になる。（ブロンストン・アッシュオーク）
- 俺は全てを【パリイ】する 〜逆勘違いの世界最強は冒険者になりたい〜（ダンダルグ）
- ちいかわ（オデ）
- 異世界失格（エルトン）
- ハズレ枠の【状態異常スキル】で最強になった俺がすべてを蹂躙するまで（マグナルの白狼王）
- ドラゴンボールDAIMA（タマガミ・ナンバー・スリー）
- さようなら竜生、こんにちは人生（ヴライク）

2025年
- 俺だけレベルアップな件 Season 2 -Arise from the Shadow-（カルガルガン）
- トリリオンゲーム（マッコー）
- 没落予定の貴族だけど、暇だったから魔法を極めてみた（ガイ）
- 沖縄で好きになった子が方言すぎてツラすぎる（三線屋の店主）
- ひみつのアイプリ（金田一ゴウスケ） - 2シリーズ
- ヴィジランテ-僕のヒーローアカデミア ILLEGALS-（オールマイト / 八木俊典）
- ウィッチウォッチ（バースト）
- アポカリプスホテル（カナリア宇宙人）
- クレバテス-魔獣の王と赤子と屍の勇者-（ホルガス）
- 強くてニューサーガ（三腕）

時期未発表
- ニワトリ・ファイター（ケイジ）

### 劇場アニメ
2001年
- 劇場版 幻想魔伝 最遊記 Requiem 選ばれざる者への鎮魂歌（妖将准士官）

2002年
- デジモンフロンティア 古代デジモン復活!!（グリズモン）

2005年
- 劇場版ツバサ・クロニクル 鳥カゴの国の姫君（親衛隊長）

2006年
- デジモンセイバーズ THE MOVIE 究極パワー! バーストモード発動!!（オーガモン）
- 劇場版ポケットモンスター アドバンスジェネレーション ポケモンレンジャーと蒼海の王子 マナフィ（ギジュ）

2007年
- えいがでとーじょー! たまごっち ドキドキ! うちゅーのまいごっち!?（めめぱぱっち）
- 劇場版ポケットモンスター ダイヤモンド&パール ディアルガVSパルキアVSダークライ（ゴーディ）

2008年
- HIGHLANDER ハイランダー 〜ディレクターズカット版〜（オーエン）
- 劇場版ポケットモンスター ダイヤモンド&パール ギラティナと氷空の花束 シェイミ（宅配員）
- 映画! たまごっち うちゅーいちハッピーな物語!?（めめぱぱっち）

2009年
- 劇場版ペンギンの問題 幸せの青い鳥でごペンなさい（渡辺ゴードン）
- 劇場版ポケットモンスター ダイヤモンド&パール アルセウス 超克の時空へ（ヒードラン）
- 劇場版 マクロスF（2009年 - 2011年、ボビー・マルゴ） - 2部作
- TAILENDERS（グッドスピード、セーフティ・マックス）
- レイトン教授と永遠の歌姫（マルコ・ブロック）

2010年
- TRIGUN Badlands Rumble
- 劇場版ポケットモンスター ダイヤモンド&パール 幻影の覇者 ゾロアーク（エンテイ）
- マルドゥック・スクランブル 圧縮（ミンチ・ザ・ウィンク）
- 名探偵コナン 天空の難破船（テロリスト）
- 劇場版メタルファイト ベイブレードVS太陽 灼熱の侵略者ソルブレイズ（ベンケイ）
- REDLINE（デイズナ弟）

2011年
- 鬼神伝（山神）
- トワノクオン（サイボーグ・ベータ〈レイ〉、オールドー3）
- 劇場版 ハヤテのごとく! HEAVEN IS A PLACE ON EARTH（クラウス）

2012年
- コードギアス 亡国のアキト 第1章「翼竜は舞い降りた」（ミケーレ・マンフレディ）
- チベット犬物語 〜金色のドージェ〜（ロド）
- ぷかぷかジュジュ（パパ）
- 映画 ベルセルク（2012年 - 2013年、ゾッド） - 3部作
- 劇場版ポケットモンスター ベストウイッシュ キュレムVS聖剣士 ケルディオ（駅員）
- マクロスFB7 銀河流魂 オレノウタヲキケ!（ボビー・マルゴ）
- やなせたかしシアター ロボくんとことり（ライオン）

2014年
- 劇場版 プリティーリズム・オールスターセレクション プリズムショー☆ベストテン（ペンギン先生、山田山夫）
- 鉱国のプリンセス ディアンシー（ジョーク）
- ピカチュウ、これなんのカギ?（マーイーカ）
- ポケモン・ザ・ムービー XY 破壊の繭とディアンシー（マーイーカ）
- モーレツ宇宙海賊 ABYSS OF HYPERSPACE -亜空の深淵-（シュニッツァー）
- 楽園追放 -Expelled from Paradise-（イザーク）

2015年
- あなたをずっとあいしてる（ゼスタ）
- 劇場版 進撃の巨人 後編〜自由の翼〜（ミケ・ザカリアス）
- ピカチュウとポケモンおんがくたい（マーイーカ）

2016年
- この世界の片隅に（ばけもん）
- ポケモン・ザ・ムービーXY&Z ボルケニオンと機巧のマギアナ（オンバーン）

2017年
- 劇場版 ソードアート・オンライン -オーディナル・スケール-（ユージーン）
- KING OF PRISM -PRIDE the HERO-（田中プリズムショー協会会長）
- 劇場版ポケットモンスター キミにきめた!（カビゴン）
- コードギアス 反逆のルルーシュ I 興道（参謀）
- 劇場版 はいからさんが通る（2017年 - 2018年、牛五郎） - 前後編
- GODZILLA（2017年 - 2018年、リルエル・ベルベ） - 3部作
- 映画 妖怪ウォッチ シャドウサイド 鬼王の復活（五右衛門）

2018年
- 劇場版 プリパラ&キラッとプリ☆チャン きらきらメモリアルライブ（タッキー）
- ニンジャバットマン（ベイン）
- 僕のヒーローアカデミア THE MOVIE 〜2人の英雄〜（オールマイト）

2019年
- 劇場版ポケットモンスター ミュウツーの逆襲 EVOLUTION（サカキ）

2020年
- 囀る鳥は羽ばたかない The clouds gather（竜崎篤士）

2022年
- 名探偵コナン ハロウィンの花嫁（村中努）
- 劇場版 異世界かるてっと 〜あなざーわーるど〜（コキュートス）
- THE FIRST SLAM DUNK（赤木剛憲）

2023年
- 劇場版 乙女ゲームの破滅フラグしかない悪役令嬢に転生してしまった…（聖獣）

2024年
- 範馬刃牙VSケンガンアシュラ（ジャック・ハンマー）
- 僕のヒーローアカデミア THE MOVIE ユアネクスト（オールマイト、ダークマイト）
- KING OF PRISM -Dramatic PRISM.1-（G.o.d. I）
- わんだふるぷりきゅあ!ざ・むーびー! ドキドキ♡ゲームの世界で大冒険!（ムジナ）

2025年
- KING OF PRISM-Your Endless Call-み〜んなきらめけ!プリズム☆ツアーズ（ペンギン先生）

### OVA
2000年
- 銀河英雄伝説外伝 奪還者（ヘーシュリッヒ・エンチェン乗組員）

2001年
- 真ゲッターロボ対ネオゲッターロボ（大臣）
- さばくの国の王女さま
- 新世紀 淫魔聖伝（夜叉神顕）

2002年
- .hack//Liminality

2003年
- マジンカイザー 死闘!暗黒大将軍（大出政雄、大昆虫将軍スカラベス）

2004年
- 王ドロボウJING in Seventh Heaven（大男囚人）
- 新ゲッターロボ（坂田金時）

2005年
- 鴉 -KARAS-（先代鴉）
- 天上天下 ULTIMATE FIGHT（刺客B、生徒A）
- フリクリ（アンパイア）

2006年
- ポケットモンスター（2006年 - 2011年、ドンファン 他） - 4作品
- マリア様がみてる 3rdシーズン（高田鉄）

2007年
- こはるびより（住友哲志）
- ツバサ TOKYO REVELATIONS（草薙）
- .hack//G.U. Returner（藤太）

2008年
- 瀬戸の花嫁OVAシリーズ（2008年 - 2009年、瀬戸豪三郎） - 2作品
- やなせたかしメルヘン劇場 ロボくんとことり（ライオン）

2009年
- 聖闘士星矢 THE LOST CANVAS 冥王神話（2009年 - 2011年、童虎）
- TO（マーク）
- ハヤテのごとく!! アツがナツいぜ 水着編!（クラウス）

2010年
- 瀬戸の花嫁 否苦炒亜怒羅魔 極道の妻 KEJIME （2010年、瀬戸豪三郎）
- 機動戦士ガンダムUC（2010年 - 2014年、コンロイ・ハーゲンゼン）
- BLACK LAGOON Roberta's Blood Trail（ガードナー、ザチャーミン）

2011年
- エア・ギア 黒の羽と眠りの森 -Break on the sky-（ブッチャ）
- VitaminX Addiction（九影太郎）

2012年
- まりもの花 〜最強武闘派小学生伝説〜（ゴリ山）

2013年
- 進撃の巨人 イルゼの手帳（ミケ・ザカリアス） - コミックス12巻DVD付き限定版

2014年
- 今際の国のアリス ※コミックス第13巻DVD付き限定版

2015年
- 機動戦士ガンダム THE ORIGIN（2015年 - 2018年、ドズル・ザビ） - 2019年に再編集作品『THE ORIGIN 前夜 赤い彗星』テレビ放送
- マギ シンドバッドの冒険（マハド） - コミックス6・7巻OVA付き特別版

2018年
- イナズマイレブン Reloaded（轟伝次郎）

2019年
- ハイスコアガール（ザンギエフさん）
- 銀河英雄伝説 Die Neue These 星乱（グエン・バン・ヒュー）

2020年
- 忘却バッテリー（先輩〈御手洗〉） - ジャンプスペシャルアニメフェスタ2020上映作品

### Webアニメ
2007年
- ポケモン不思議のダンジョン 出動ポケモン救助隊ガンバルズ!（ナマズン）

2015年
- ニンジャスレイヤー フロムアニメイシヨン（マンティコア）

2016年
- BROTHERHOOD FINAL FANTASY XV（グラディオラス・アミシティア）
- モンスターストライク（水の闘神 ドゥーム）

2019年
- 7SEEDS（2019年 - 2020年、稲架秋ヲ） - 2シリーズ
- ケンガンアシュラ（鬼王山尊） - 2シリーズ

2021年
- 銀魂 THE SEMI-FINAL 万事屋篇（鯱）
- ぶらどらぶ（勝野真澄）
- アイドルランドプリパラ（2021年 - 2022年、タッキー）

2022年
- ポケットモンスター 神とよばれし アルセウス（ヒードラン）
- テルマエ・ロマエ ノヴァエ（ヨサク）

2023年
- 範馬刃牙（ジャック・ハンマー）
- ガンダムビルドメタバース（ジェフさん）

2024年
- T・Pぼん（玄奘法師）

### ゲーム
2001年
- ファイナルファンタジーX（ビラン＝ロンゾ）
- 湾岸ミッドナイト（北見淳）

2002年
- ファイナルファンタジーII（ガイ） - PlayStation版
- ユーディーのアトリエ 〜グラムナートの錬金術士〜（マルティン・クローム、ボーラー・クヴェレ）

2003年
- ヴィオラートのアトリエ 〜グラムナートの錬金術士2〜（ローラント・オーフェン）
- コロッケ! シリーズ（2003年 - 2005年、アブラミー） - 4作品
- ソニックシリーズ（2003年 - 2019年、ベクター・ザ・クロコダイル） - 7作品
- 大正もののけ異聞禄（榊鬼眼）
- マックスペイン（リコ・ムエルテ、アナウンサー）

2004年
- スーパーロボット大戦GC（ゾルダグ兵）
- ホーンテッドマンション（ミイラ、太った男、スーツの男 他）
- 鉄人28号（X団、自衛隊、警官）

2005年
- イリスのアトリエ エターナルマナ2（グレイ）
- イレギュラーハンターX（アーマー・アルマージ、バーニン・ナウマンダー）
- 金色のガッシュベル!! ゴー!ゴー!魔物ファイト!!（レイン）
- 天外魔境III NAMIDA（百倍のドクロ将軍）
- Twelve〜戦国封神伝〜（バスク）
- NARUTO -ナルト- シリーズ（次郎坊） - 2作品
- F.E.A.R.（ベン・ジャンコフスキー）
- ふしぎの海のナディア〜Inherit the Bluewater〜（艦長）
- 武蔵伝II ブレイドマスター（デュカス）
- 龍が如く（2005年 - 2018年、ユウヤ） - 7作品
- ロックマンゼロ4（クラフト）

2006年
- うえきの法則 倒すぜロベルト十団!!（平丸男）
- カメオ:エレメンツ オブ パワー（ソーン）
- ガンパレード・オーケストラ（國分政昭）
- 機動戦士ガンダム スピリッツオブジオン（バリー・バルザリー少尉）
- キャプテン翼（見上辰夫） - PlayStation 2版
- サモンナイト4（クラウレ）
- 灼眼のシャナ（2006年 - 2007年、シュドナイ） - 2作品
- 新 鬼武者 DAWN OF DREAMS（島左近）
- スーパーロボット大戦XO（ゾルダグ兵）
- 戦国キャノン
- 地球防衛軍3（隊長）
- .hack//G.U.（2006年 - 2007年） - 2作品
- ファンタシースターユニバース（ノ・ボル）
- メルヘヴン カルデアの悪魔（ゴッチ）

2007年
- エースコンバット6 解放への戦火（マリーゴールド乗員）
- エルヴァンディアストーリー（ヴァルモン）
- グローランサーVI（ホフマン）
- スーパーロボット大戦OG外伝
- チョコボの不思議なダンジョン 時忘れの迷宮（ハリー 他）
- ドラゴンクエストソード 仮面の女王と鏡の塔（試練の騎士 / アークデーモン）
- VitaminX（九影太郎）
- ファンタシースターユニバース イルミナスの野望（ノ・ボル）
- マリオ&ソニック AT オリンピックシリーズ（2007年 - 2019年、ベクター・ザ・クロコダイル） - 6作品
- 名探偵コナン 追憶の幻想（荻野俊作）
- 燃えろ!熱血リズム魂 押忍!闘え!応援団2（鬼龍院薫）
- メダル・オブ・オナー ヴァンガード（フランク・キーガン伍長）

2008年
- 妖ノ宮（子柴伊摩利）
- CHAOS;HEAD（野呂瀬玄一）
- 幻想水滸伝ティアクライス（ヴァズロフ、オルドヴィーク、ゴルヌイ、ニクティス）
- スーパーロボット大戦Z（連邦軍艦長）
- ストリートファイター シリーズ（2008年 - 2023年、ザンギエフ） - 6作品
- 絶対可憐チルドレンDS 第4のチルドレン（マッスル大鎌、J.D.グリシャム、雑魚エスパーB）
- テイルズ オブ ハーツ（バイロクス・バロウズ）
- ハヤテのごとく! お嬢様プロデュース大作戦 ボク色にそまれっ! お屋敷編/学校編（クラウス〈倉臼征史郎〉）
- VitaminX Evolution Plus（九影太郎）
- ファンタシースターポータブル（ノ・ボル）
- ふしぎ遊戯 朱雀異聞（軫宿）
- ペンギンの問題 最強ペンギン伝説!（渡辺ゴードン）
- 無限のフロンティア スーパーロボット大戦OGサーガ（ボニー・マクシマド 他）

2009年
- KILLZONE 2（リコ・ヴェラスケス軍曹）
- 電撃学園RPG Cross of Venus（シュドナイ）
- 鋼の錬金術師 FULLMETAL ALCHEMIST シリーズ（2009年 - 2022年、スカー） - 5作品
- ハヤテのごとく! ナイトメアパラダイス（クラウス〈倉臼征史郎〉）
- Halo Wars（アービター）
- 北斗の拳 ラオウ外伝 天の覇王（ウイグル）
- ポケパークWii 〜ピカチュウの大冒険〜
- マーベリック・スパイ -秘密の島のスパイたち-（ヴィクター・リー）
- メタルファイト ベイブレード シリーズ（2009年 - 2010年、ベンケイ） - 5作品

2010年
- Another Century's Episode:R（ボビー・マルゴ）
- エストポリス（ガイ）
- ザックとオンブラ まぼろしの遊園地（アントン）
- サモンナイトグランテーゼ 滅びの剣と約束の騎士（ムロ）
- 斬撃のREGINLEIV（ヘルギ）
- 三国恋戦記〜オトメの兵法!〜（元譲）
- スプリンターセル コンヴィクション（エージェント・ケストレル）
- Solatorobo それからCODAへ（ガレット艦長）
- ド根性小学生ボン・ビー太 裸の頂上ケツ戦ビー太vsドクロでい
- .hack//Link（トロンメル、俵屋、藤太）
- NINETY-NINE NIGHTS II（マグニ）
- 二ノ国 漆黒の魔導士（ソロン / クロード）
- のーふぇいと! 〜only the power of will〜（市原広満）
- 雅恋 〜MIYAKO〜（2010年 - 2012年、南蛮） - 3作品
- ユーディーのアトリエ 〜グラムナートの錬金術士〜 囚われの守人（マルティン・クローム、ボーラー・クヴェレ）

2011年
- SDガンダム GGENERATION（2011年 - 2016年、マーチン・ハガー、ドン・ボヤージ） - 2作品
- KILLZONE 3（リコ・ヴェラスケス）
- スト☆マニ 〜Strobe☆Mania〜（速水総一郎）
- 戦律のストラタス（玄田昭三）
- DEAD OR ALIVE Dimensions（バース）
- ポケパーク2 〜Beyond the World〜
- マクロストライアングルフロンティア（ボビー・マルゴ）

2012年
- エクストルーパーズ（ウォルター・スティングレー）
- 鬼武者Soul（島左近〈タイアップ限定〉）
- ゲームでも、パパのいうことを聞きなさい!（花村先輩）
- コール オブ デューティ ブラックオプス II（マイク・ハーパー）
- ソウルキャリバーV（Z.W.E.I.〈ツヴァイ〉）
- ソールトリガー（グスタフ）
- 第2次スーパーロボット大戦OG（泰北）
- 第2次スーパーロボット大戦Z 再世篇（ボビー・マルゴ、ブリ・キデーラ、コーウェン）
- DEAD OR ALIVE 5（バース）
- NARUTO -ナルト- 疾風伝 シリーズ（2012年 - 2014年、赤ツチ、次郎坊） - 3作品
- バイオハザード オペレーション・ラクーンシティ（ニコライ・ジノビエフ）
- ヒーローズファンタジア（鎮目弦馬）
- VitaminX Detective B6（九影太郎）

2013年
- いっしょにごはん。PORTABLE（伴場軍司）
- 境界線上のホライゾン PORTABLE（ディエゴ・ベラスケス）
- コール オブ デューティ ゴースト（トーマス・メリック）
- 三国恋戦記〜オトメの兵法!〜 思いでがえし（元譲）
- スーパーロボット大戦Operation Extend（コーウェン、ボビー・マルゴ）
- スーパーロボット大戦UX（カリグラ、ボビー・マルゴ）
- 超速変形ジャイロゼッター アルバロスの翼（軍司ソウタ）
- テイルズ オブ ハーツ R（バイロクス・バロウズ）
- DEAD OR ALIVE 5 ULTIMATE（バース）
- VitaminR（ブルーノ・ヴェロン）

2014年
- 俺の屍を越えてゆけ2（熊祖権限、雷王獅子丸）
- グランブルーファンタジー（2014年 - 2024年、デリフォード、オールマイト）
- ジョジョの奇妙な冒険（2014年 - 2023年、モハメド・アヴドゥル） - 5作品
- 第3次スーパーロボット大戦Z 時獄篇 / 天獄篇（2014年 - 2015年、コンロイ・ハーゲンセン、ボビー・マルゴ） - 2作品
- 大乱闘スマッシュブラザーズシリーズ（2014年 - 2018年、ユキノオー、キュレム、ゴーゴート、マーイーカ） - 3作品
- モンスターハンター メゼポルタ開拓記（ヴィルヘルム）
- ロストディメンション（ジョージ・ジャックマン）

2015年
- アルスラーン戦記×無双（クバード）
- 喧嘩番長6〜ソウル&ブラッド〜（石橋栄亮、二階堂憲明）
- 幻影異聞録♯FE（鱈知乃久炎）
- シュヴァルツェスマーケン 紅血の紋章（ヴァルター・クリューガー）
- 神撃のバハムート（ディルク）
- スーパーロボット大戦BX（ボビー・マルゴ）
- DEAD OR ALIVE 5 LAST ROUND（バース）
- ソードアート・オンライン -ロスト・ソング-（ユージーン）
- ドラゴンズドグマ オンライン（キャプテンオーク）
- フューチャーカード バディファイト 友情の爆熱ファイト!（轟鬼ゲンマ）
- PROJECT X ZONE 2:BRAVE NEW WORLD（カムーズ）
- レイギガント（ハバキリ）

2016年
- 暗殺教室 アサシン育成計画!!（鷹岡明）
- イースVIII -Lacrimosa of DANA-（ドギ）
- クロスワールド（アズライル）
- 進撃の巨人（2016年 - 2018年、ミケ・ザカリアス） - 2作品
- 戦国無双 〜真田丸〜（真田昌幸）
- 蒼空のリベラシオン（ゲハルト）
- SOUL REVERSE ZERO（バン、ラ・イル、呂布、ラムセス）
- Harmonia -ハルモニア-（マッド）
- ファイナルファンタジーXV（グラディオラス・アミシティア）
- シュヴァルツェスマーケン 殉教者たち（ヴァルター・クリューガー)
- 武器よさらば（アーネスト オブライエン）
- BLAZBLUE CENTRALFICTION（スサノオ） - DLC追加キャラクター
- ベルセルク無双（ゾッド）
- 僕のヒーローアカデミア シリーズ（2016年 - 2023年、オールマイト） - 5作品
- League of Legends（パンテオン）

2017年
- キズナストライカー!（ブロッサム花緒）
- スーパーロボット大戦V（コンロイ・ハーゲンセン、コーウェン）
- オルタンシア・サーガ -蒼の騎士団-（グレンデル）
- ZERO ESCAPE 9時間9人9の扉 善人シボウデス ダブルパック（セブン）
- ウルトラストリートファイターII -The Final Challengers-（ザンギエフ）
- キャプテン翼 〜たたかえドリームチーム〜（ミューラー）
- デスティニーチャイルド（ジュピター）
- ガールフレンド（仮）（悪振付師）
- レイヤードストーリーズ ゼロ（ツモリ、ヴァイカント、ASURA、ジR、ドグマ、ジR＝ネクサス）

2018年
- 七つの大罪 ブリタニアの旅人（ツイーゴ）
- 北斗が如く（ジャグレ）
- ファイナルファンタジー ブレイブエクスヴィアス（イグニシオ）
- ゴッド・オブ・ウォー（クレイトス）
- CARAVAN STORIES（ギャレッド・ハン）
- 妖怪ウォッチ ぷにぷに（五右衛門）
- ファンタジーライフ オンライン
- 世界樹の迷宮X（水兵）
- スカイフォート・プリンセス（アレス）
- コール オブ デューティ ブラックオプス4（ブルーノ・デラクロワ）
- 東京放課後サモナーズ（スルト、オンブレティグレ、オルグス）
- クイズRPG 魔法使いと黒猫のウィズ（カルマン・ジルベスト）
- Far Cry 5（ジェイコブ・シード）
- ワールドエンドヒーローズ（角来東伍）

2019年
- エースコンバット7 スカイズ・アンノウン（ワイズマン）
- DEAD OR ALIVE 6（バース）
- ドラガリアロスト（クーガー）
- スーパーロボット大戦T（コーウェン）
- グリムノーツ Repage（ガリヴァー）
- JUMP FORCE（オールマイト） - DLC追加キャラクター
- 妖怪ウォッチ4 ぼくらは同じ空を見上げている / 4++（五右衛門）
- AI: ソムニウム ファイル（ママ）
- ASTRAL CHAIN（マクシミリアン・ハワード）
- DAEMON X MACHINA（ペインキラー）
- イースIX -Monstrum NOX-（ドギ）
- ドラゴンクエストXI 過ぎ去りし時を求めて S（ネルセン）
- ワールドフリッパー（シロ、クラウス）
- MASS FOR THE DEAD（コキュートス）
- League of Legends（パンテオン）
- 荒野のコトブキ飛行隊 大空のテイクオフガールズ!（ウッズ）

2020年
- 仁王2（蜂須賀小六）
- バイオハザード RE:3（ニコライ・ジノビエフ）
- キングダムオブヒーロー（タイタン）
- ファイナルファンタジーVII リメイク（ローチェ）
- 聖剣伝説3 TRIALS of MANA（獣人王、ボン・ボヤジ、ボン・ジュール）
- VALORANT（オーメン）
- The Last of Us Part II（男の民兵）
- ブリガンダイン ルーナジア戦記（グラドス）
- とある魔術の禁書目録 幻想収束（駒場利徳）
- キャプテン翼 RISE OF NEW CHAMPIONS（ヘルマン・カルツ）
- サンクタス戦記-GYEE-（ディアス）
- ロストアーク（カルバサス）
- ライブ・ア・ヒーロー!（ポラリスマスク、パブラシア）
- ロックマンX DiVE（バーニン・ナウマンダー / マーリン・ナウマンダー）
- 真・北斗無双 アプリ版（サウザー）

2021年
- Re:ゼロから始める異世界生活 偽りの王選候補（カドモン）
- D×2 真・女神転生 リベレーション（ゾッド）
- 君は雪間に希う（徳川吉宗）
- ラグナドール 妖しき皇帝と終焉の夜叉姫（狒狒）
- セブンナイツ2（ウィンディゴ）
- 真・女神転生V（悟却）

2022年
- 共闘ことばRPG コトダマン（2022年 - 2023年、スカー、コキュートス、オールマイト）
- バキ KING OF SOULS（ジャック・ハンマー）
- 星のカービィ ディスカバリー
- 機動戦士ガンダム アーセナルベース（2022年 - 2023年、ドズル・ザビ）
- スーパーロボット大戦30（コーウェン） - DLC追加キャラクター
- コードギアス 反逆のルルーシュ ロストストーリーズ（2022年 - 2023年、仙波崚河）
- DNF DUEL（道に迷った戦士）
- SDガンダム バトルアライアンス（ドズル・ザビ）
- MARVEL SNAP（ソー）
- ゴッド・オブ・ウォー ラグナロク（クレイトス）
- 東京リベンジャーズ ぱずりべ！全国制覇への道（阪泉）

2023年
- タワーオブスカイ（レオル）
- ファイアーエムブレム ヒーローズ（2023年 - 2024年、ファーガス、ヴィガルド）
- イースX -NORDICS-（ドギ）
- モンスターストライク（2023年 - 2024年、モハメド・アヴドゥル、陀艮）
- ドラゴンクエストモンスターズ3 魔族の王子とエルフの旅（暴将ディオロス）
- タイムギャル リバース（ルーダ）

2024年
- 金色のガッシュベル!! 永遠の絆の仲間たち（ガルザ）
- ファイナルファンタジーVII リバース（ローチェ)
- ユニコーンオーバーロード（ホドリック）
- Rise of the Ronin（近藤勇）
- 百英雄伝（マンディ）
- 真・女神転生V Vengeance（悟劫）
- ロマンシング サガ2 リベンジオブザセブン（ダンターグ）
- ドラゴンボール レジェンズ（タマガミ・ナンバー・スリー）

2025年
- ユミアのアトリエ 〜追憶の錬金術士と幻創の地〜（エアハルト・ボールマン）
- ファンタジーライフi グルグルの竜と時を盗む少女（フラジール、ハッポ、ベアハルト）
- ドラゴンボールZ カカロット（タマガミ・ナンバー・スリー）
- みんなのGOLF WORLD（マックス）

2026年
- デカポリス（グレンガー・ボストン）

### ドラマCD
- ドラマCD 浅見光彦シリーズ「後鳥羽伝説殺人事件」（木藤）
- ドラマCD イケベン! 〜池澤くんと愉快な仲間たち〜（1）（吉岡鉄道）
- いっしょにごはん。シリーズ（伴場軍司）
  - いっしょにごはん。1・2・5・6
  - いっしょにごはん。あらかると 米田 光
  - いっしょにごはん。あらかると 伴場 軍司
  - いっしょにごはん。あらかると 卯野葉 直
  - いっしょにごはん。あらかると 鳥山 揚介
  - いっしょにごはん。あらかると サトウ
  - いっしょにごはん。-炊きたて!-
- オーバーロード シリーズ （コキュートス）
  - 3巻「鮮血の戦乙女」 対象書店購入特典オーディオドラマ
  - 4巻「蜥蜴人の勇者たち」 特装版『封印の魔樹』
  - コミック6巻 特装版『ショー・マスト・ゴー・オン』
- 俺様ティーチャー シリーズ（桶川恭太郎）
  - 俺様ティーチャー ウキウキ♥ドラマCD応募者全員サービス
  - 俺様ティーチャー ドラマCD第2弾 2012年19号付録
  - 俺様ティーチャー ドラマCD第3弾 2013年5号付録
- 陰陽大戦記 スペシャルサウンドトラック2 龍の巻（白虎のランゲツ、ランゲツ店長）
- 逆転検事2 〜宇宙からの逆転!?〜（狼士龍）
- ドラマCD グローランサーVI（ホフマン、ナレーション）
- 瀬戸の花嫁シリーズ（瀬戸豪三郎）
- 月刊男前図鑑 シリーズ特別編 月刊幕末図鑑 弐 白（西郷隆盛）
- 月刊少女野崎くん（宮前剣）
  - TVアニメ「月刊少女野崎くん」ドラマCD 〜秋編〜[252]
  - TVアニメ「月刊少女野崎くん」ドラマCD 〜冬編〜[252]
- ドラマCD 子供の領分（茅野大地）
- ドラマCD 神様のメモ帳 おしゃれサギ師の末路（四代目）
- 最弱テイマーはゴミ拾いの旅を始めました。ドラマCD（オグト）[253]
- スイス時計の謎（村越啓）
- 世界樹の迷宮IV 囚われの巫女と三姉弟（キバガミ）
- ドラマCD TVアニメーション「Devil May Cry」Vol.2（マスター）
- テイルズ オブ ハーツ ドラマCD vol.1「スピルーン四散」（バイロクス・バロウズ）
  - テイルズ オブ ハーツ ドラマCD vol.2「いばらの森へ」（バイロクス・バロウズ）
- ドラマCD 鉄道むすめ（鳥山快児）
- 東海道HISAME-陽炎- 千子村正編（運慶）
  - 東海道HISAME-陽炎- 高野山激闘編（運慶）
- ドラマCD 殿といっしょ（片倉景綱）
- ドラマCD BASARA〜謀略の城〜（細川玄信）
- 81レーベル第1弾 81プロデュース35周年記念企画オーディオドラマCD 「紫電改のタカ」（花田）
- Dramatic CD Collection VitaminX デイドリームビタミン1〜あの日の約束〜（九影太郎）
- ドラマCD ぷくぷく天然かいらんばん（ルドルフ）
- 腐女子彼女。 ドラマCD Vol.1「腐男子彼氏。」（江藤小春）
  - 腐男子彼氏。ドラマCD 〜腐女子彼女。スピンオフ〜（江藤小春）
- 僕のヒーローアカデミア（オールマイト[254]）※コミックス第7巻ドラマCD同梱版
- まおゆう魔王勇者（東の砦将）
- マクロスF 娘ドラ◎（ボビー・マルゴ）
- ドラマCD 身代わり伯爵の冒険（セオラス）
- ミニドラマCD 蜂の巣（漆原）
- 無職転生 〜異世界行ったら本気だす〜 転移迷宮編（タルハンド[255]）
- REMASTERED TRACKS ROCKMAN ZERO Physis（クラフト）

### BLCD
- 愛のレイティングAAA
- 愛欲トラップ
- 犬と小説家と妄想癖（不破明良）
- ウチの探偵知りませんか?（虎継）
- 子供（ガキ）の領分シリーズ（茅野大地）
  - 茅野家の領分（オキテ）
  - 蓮見高校（がくえん）ハリケーン
  - 最凶ヒールズ
  - 噂の真髄（トラブルメーカー）
  - 悪運の条件（バッドボーイズ）
- かわいい悪魔（市井寿史）
- 鬼絆（きずな） 〜KIZUNA〜 シリーズ
  - この陰りある哭のままに（宇都木）
  - 彼方なる陽を求めて（宇都木・碓井貞光）
- 君のつく嘘と本当（北原）
- ワケアリ（浅倉）
- 恋の花2（館山要）
- この愛に溺れろ
- 囀る鳥は羽ばたかない（竜崎[256]）
- 15センチメートル未満の恋（伏木野円）
- 純情ミステイク（田中）
- 神官は王を恋い慕う（萋葩王）
- 是 -ZE- シリーズ（玄間）
  - 是 -ZE- 2 玄間&氷見篇
  - 是 -ZE- 3 守夜&隆成篇
- 束縛トラップ
- 猛き龍に抱かれて（許仁甫）
- ただ一人の男（篠塚）
- デコイ 囮鳥（加賀谷功）
  - デコイ 迷鳥（加賀谷功）
- DEADLOCK（エルネスト＝リベラ）
  - SIMPLEX DEADLOCK外伝（エルネスト＝リベラ）
- ドロップアウト 甘い爪痕
- 願い叶えたまえ 1 - 3（工藤）
- NOW HERE（レヴィ）
- 花は咲くか（柏木雅史）
  - 花は咲くか 2
- VIP（久遠彰允）
  - VIP -棘-（久遠彰允）
- 不埒なモンタージュ（三田村明義）
- FLESH&BLOOD 第9巻（ファン）
- 仄かな恋の断片を（二宮）
- 本日のSpecial（鳥海嵐〈海藤嵐〉）
- ほんと野獣 1・2（滝米花）
  - ムーンリット・ハンティング（雪那）
- ムーンリット・ドロップス（雪那）
- やさしく殺して、僕の心を。（橘和貴）
- 闇に契りし者、汝の血を（アレクシス）
- 夢を見るヒマもない（吉田薫）
- 欲望の犬（大貫哲哉）
- Rush!（金井〈兄〉）
- ラブネコ（俊明）
- レシピ（侑仁）
- WORK in（湯原公志）
- 兎オトコ虎オトコ（野浪）

### オーディオドラマ
- なれる!SE（2012年、六本松健造）
- 青熊将と恋する若妻　なんか変なのが嫁に来た（2016年、バルトロイ[257]）
- 英雄教室 第7巻 限定版（2017年、国王[258]）
- スペオペ!（2020年、カモン）

### オーディオブック
- 若きウェルテルの悩み（2016年、朗読[259]）
- 超 筋トレが最強のソリューションである 筋肉が人生を変える超・科学的な理由（2018年、朗読[260]）
- デスペラード ブルース（2020年、長谷川黒曜[261]）
- とある飛空士への夜想曲 上巻・下巻（2021年、波佐見真一ほか）
- 一等星の恋（2021年[262]）

### 吹き替え

#### 担当俳優
クリス・ヘムズワース
- お!バカんす家族（ストーン・クランドル）
- キャビン（カート・ヴォーン）
- クリス・ヘムズワース in シャーク・ビーチ（本人）
- ジェイ&サイレント・ボブ リブートを阻止せよ!（本人役）
- スパイダーヘッド（スティーヴ・アブネスティ）
- タイラー・レイク -命の奪還-（タイラー・レイク）
  - タイラー・レイク -命の奪還-2

- 白鯨との闘い（オーウェン・チェイス）
- ブラックハット（ニコラス・ハサウェイ）
- ホース・ソルジャー（ミッチ・ネルソン大尉）
- マーベル・シネマティック・ユニバース（ソー）
  - マイティ・ソー
  - アベンジャーズ
  - マイティ・ソー/ダーク・ワールド
  - アベンジャーズ/エイジ・オブ・ウルトロン
  - ドクター・ストレンジ
  - マイティ・ソー バトルロイヤル
  - アベンジャーズ/インフィニティ・ウォー
  - アベンジャーズ/エンドゲーム
  - ホワット・イフ...?
  - ソー:ラブ&サンダー

- マッドマックス:フュリオサ（ディメンタス）

ジャック・ブラック
- 紀元1年が、こんなんだったら!?（ゼド）
- ザ・スーパーマリオブラザーズ・ムービー（クッパ）
- ザ・マペッツ（本人）

ダニエル・カルーヤ
- クイーン&スリム（スリム）
- ゲット・アウト（クリス・ワシントン）
- NOPE/ノープ（OJ・ヘイウッド）

#### 映画
- アーミクロン
- アイス・プリンセス
- アイデンティティー（ロバート・メイン〈ジェイク・ビジー〉）※テレビ版
- 悪魔のいけにえ レザーフェイス一家の逆襲（レザーフェイス〈ダン・イェーガー〉）
- あなたのために（ハリー）
- アモーレス・ペロス（ラミロ）
- アリー/ スター誕生（バーのMC[280]）
- アンダードッグス（カリーム〈マイク・エップス〉）
- IT/イット THE END “それ”が見えたら、終わり。（マイク・ハンロン〈イザイア・ムスタファ〉[281]）
- イン・ザ・ハイツ（ベニー〈コーリー・ホーキンズ〉[282]）
- ヴァージン・スーサイズ（成人後のトリップ・フォンテーン〈マイケル・パレ〉）
- ウェディング・プランナー（ジョン・ドズニー医師〈ケヴィン・ポラック〉）※DVD版
- エイリアン3 完全版（ケヴィン、ジュニア、会社の男）※DVD版
- エイプリルの七面鳥（ボビー〈デレク・ルーク〉）
- エイミー、エイミー、エイミー! こじらせシングルライフの抜け出し方（本人役〈レブロン・ジェームズ〉）
- エクソシスト トゥルー・ストーリー ※テレビ朝日版
- エニイ・ギブン・サンデー ※日本テレビ版
- F1/エフワン（リコ〈ジョセフ・バルデラマ〉[283]）
- オーロラの彼方へ ※日本テレビ版
- 怪獣大決戦ヤンガリー
- 帰ってきたMr.ダマー バカMAX!（ラビス・リピンコット / リピンコット大尉〈ロブ・リッグル〉）
- カンガルー・ジャック（フランキー・ロンバルド〈マイケル・シャノン〉）
- Kissingジェシカ（スティーブン）
- 宮廷料理人ヴァテール（ロシュフォール）
- キンキーブーツ（ローラ〈キウェテル・イジョフォー〉）
- グランツーリスモ（ジャック・ソルター〈デヴィッド・ハーバー〉[284]）
- グリッター きらめきの向こうに（マーティン）
- K-19（ヴァシリ）※ソフト版
- GOAL!（タクシー運転手）
- ゴジラ FINAL WARS（ニック〈ゲーリー・グッドリッジ〉）[9]
- ゴッホ 最期の手紙（フィンセント・ファン・ゴッホ〈ロベルト・グラチーク〉）
- 13デイズ（ルドルフ・アンダーソン〈チャールズ・エステン〉）※DVD版
- 最高に素晴らしいこと（エンブリ〈キーガン＝マイケル・キー〉）
- ザ・プレデター（ネブラスカ・ウィリアムズ〈トレヴァンテ・ローズ〉[285]）
- ザ・ロイヤル・テネンバウムズ（ブルーのカーディガンの人）
- 猿の惑星シリーズ（コバ〈トビー・ケベル〉）
  - 猿の惑星: 新世紀
  - 猿の惑星: 聖戦記[286]
- ジェネックス・コップ2（カート）
- シティ・オブ・ブラッド（スタン・ジョンソン〈カーティス・“50セント”・ジャクソン〉）
- ジャック・リーチャー NEVER GO BACK（エスピン大尉〈オルディス・ホッジ〉）
- 守護神（アントゥネス）
- ジョン・ウィック:パラベラム（ゼロ〈マーク・ダカスコス〉[287]）
- 死霊のえじき（ウォルター・スティール〈ゲイリー・ハワード・クラー〉[288]）※BD版
- スカイライン -逆襲-（オーエンス大佐〈ダニエル・バーンハード〉[289]）
- スカイランナー（バトラー）
- スパイ・ゲーム（トラン〈ベネディクト・ウォン〉）※テレビ東京版
- スピードウェイ・ジャンキー（JT）
- タイド・オブ・ウォー（スティーブン・バーカー少佐〈マシュー・セント・パトリック〉）
- 太陽がいっぱい（フレディ・マイルズ〈ビル・カーンズ〉）※スター・チャンネル版
- 冷たい雨に撃て、約束の銃弾を（フェイロク〈ラム・シュー〉）
- デッドプール2（ベドラム〈テリー・クルーズ〉[290]）
- トップガン マーヴェリック（ホンドー〈バシール・サラフディン〉[291]）
- ドミノ（リチャード〈ジョーダン・チャン〉）
- トムとジェリー（スパイク[292]）
- ドラキュリア（ダックス）
- トランスフォーマー/ビースト覚醒（バトルトラップ[293]）
- ハート・オブ・デキシー 〜二十歳の旅立ち〜 ※テレビ東京版
- バイオハザード ※フジテレビ版
- バック・トゥ・ザ・フューチャーシリーズ（ビフ・タネン〈トーマス・F・ウィルソン〉[294]）※日本テレビ版
  - バック・トゥ・ザ・フューチャー
  - バック・トゥ・ザ・フューチャー PART2
  - バック・トゥ・ザ・フューチャー PART3
- バトル・オブ・ザ・イヤー ダンス世界決戦（ダンテ〈ラズ・アロンソ〉）
- パニック・モール（デビッド）
- パラサイト
- バレット・オブ・ラヴ（ダルコ〈ティル・シュヴァイガー〉）※DVD版
- バレット・トレイン（ロビン）
- ハンガー・ゲーム（シナ〈レニー・クラヴィッツ〉）
- ハンガー・ゲーム2（シナ〈レニー・クラヴィッツ〉）
- ファム・ファタール（ラシーン〈エドゥアルド・モントート〉）※テレビ朝日版
- 復讐（メイスン〈ディーン・ケイン〉）※Netflix版
- 15ミニッツ（トミー・カレン〈ダリウス・マクラリー〉）※ソフト版
- 42 〜世界を変えた男〜（ジャッキー・ロビンソン〈チャドウィック・ボーズマン〉[295]）
- フライト・オブ・フェニックス（ジェレミー）
- ブラック・ダイヤモンド（マイルズ）※ソフト版
- ブラックホーク・ダウン（マイク・カース特技兵）※テレビ版
- ブレイジング・パーク
- ブレイド2（スノーマン〈ドニー・イェン〉）※DVD版
- フロム・ヘル（ロバート・ドラッジ検視官〈イアン・マクニース〉）※ソフト版
- ベイブ/都会へ行く ※日本テレビ版
- ベル ある伯爵令嬢の恋（ジョン・ダヴィニェール〈サム・リード〉）
- ペレ 伝説の誕生（ジョアン・ラモス・ドゥ・ナシメント〈セウ・ジョルジ〉）
- ホーム・アローン3（アメリカ空軍の募兵事務官）※日本テレビ版
- 吠えるチビ犬ちゃん（マイク〈クレイグ・カークウッド〉）
- マーダー・ネット（マーク・ヘイワード〈キウェテル・イジョフォー〉）
- マイアミ・バイス（マイケル・スワイテク〈ドメニク・ランバルドッツィ〉） ※テレビ朝日版
- マイ・ブラザー（カヴァゾス少佐〈クリフトン・コリンズ・Jr〉）
- マッハ!!!!!!!!（サミン）
- 魔法使いの弟子（強盗）
- マンデラ 自由への長い道（ウォルター・シスル〈トニー・キゴロギ〉）
- ミッドナイト・アフター（運転手〈ラム・シュー〉）
- ムカデ人間（カツロー〈北村昭博〉）
- 名探偵ピカチュウ（セバスチャン〈オマール・チャパーロ〉[296]）
- メラニーは行く!（クリントン）
- ランペイジ 巨獣大乱闘（バーク〈ジョー・マンガニエロ〉[297]）
- リトル・ダンサー
- リボルバー（アヴィ〈アンドレ・ベンジャミン〉）
- リンカーン/秘密の書（ウィル・ジョンソン〈アンソニー・マッキー〉）
- ル・ディヴォース/パリに恋して（テルマン〈マシュー・モディーン〉）
- レッド・サンズ 呪われた兵士たち（トレヴァー）
- ワイルド・スピード（エドウィン〈ジャ・ルール〉）※テレビ朝日版
- ワイルド・スピードX2（オレンジ・ジュリウス〈アマウリー・ノラスコ〉）※ソフト版

#### ドラマ
- ALCATRAZ/アルカトラズ（ガイ・ヘイスティングス〈ジム・パラック〉）
- アローバース（ジョン・ディグル〈デヴィッド・ラムゼイ〉）
  - ARROW/アロー
  - THE FLASH/フラッシュ
  - スーパーマン&ロイス
  - SUPERGIRL/スーパーガールファイナル・シーズン　#5、6(ナクシム・トーク〈クリス・ウィリアム・マーティン〉
- ER緊急救命室 シーズン8-10,12（マイケル・ガラント〈シャリフ・アトキンス〉）
- ウォッチメン（カル・エイバー〈ヤーヤ・アブドゥル＝マティーン2世〉）
- NCIS: ニューオーリンズ シーズン3 #17（ブロセット軍曹）
- NCIS 〜ネイビー犯罪捜査班 シーズン7 #5（ロス・バーンズ軍曹〈マッキンリー・フリーマン〉）
- グッド・ワイフ シーズン1 #16（ハリソン・リバース検事補〈シャリフ・アトキンス〉）
- glee/グリー（デイビッド・マルティネス〈リッキー・マーティン〉）
- 刑事ナッシュ・ブリッジス（バトラー、デレク〈キーオン・ヤング〉）
- コールドケース6（マイク・マクシェイン）
- ザ・キャプチャー 歪められた真実2（アイザック・ターナー〈パーパ・エッシードゥ〉[298]）
- CSI:ニューヨーク
  - シーズン1 #6（テレル・ダヴェンポート〈グレッグ・デイヴィス・Jr〉）
  - シーズン2（ビッグ・アル）
  - シーズン5（テレンス・デイヴィス〈ネリー〉）
- CSI:マイアミ3（デニス・ドゥ・ラベック〈ラズ・アロンソ〉）
- THE IDOL/ジ・アイドル（テドロス〈エイベル・“ザ・ウィークエンド”・テスファイ〉[299]）
- ダーマー（スカーヴァー）
- 大草原の小さな家 シーズン3 #17（ウィン〈ジェームズ・シゲタ〉）
- 跳べ!ロックガールズ 〜メダルへの誓い シーズン3
- トワイライト・ゾーン（ホスト/ナレーター〈ジョーダン・ピール〉）
- ノンストップ・スリラー「暴走地区-ZOO-」（エイブラハム・ケニアッタ〈ノンソー・アノジー〉）
- PERSON of INTEREST 犯罪予知ユニット（ドミニク〈ウィンストン・デューク〉）
- バーン・ノーティス 元スパイの逆襲 シーズン3 #11（オマール・フェルナンディ〈ジェイコブ・バルガス〉）
- パワーレンジャー・イン・スペース（サイコブラック、ゼインを倒したモンスター、クロコトックス1、クロコトックス3、データスキャマー、バックサッカ）
- パワーレンジャー・ロスト・ギャラクシー（サイコブラック）
- バンド・オブ・ブラザース（モア）
- ヒューマン・ターゲット #3（アレクセイ・ヴォルコフ）
- フーディーニ&ドイルの怪事件ファイル 〜謎解きの作法〜（アーサー・コナン・ドイル〈スティーヴン・マンガン〉）
- ファンタジー超大作「山賊のむすめローニャ」（マッティス〈クリストファー・ワゲリーン〉[300]）
- ブラインドスポット タトゥーの女（エドガー・リード〈ロブ・ブラウン〉）
- THE BLACKLIST/ブラックリスト（マット・ピアソン〈コーリー・ジャクソン〉）
- FRINGE/フリンジ（ヴィンセント・エイムズ）
- マスケティアーズ パリの四銃士（ポルトス〈ハワード・チャールズ〉）
- ロマノフ家の末裔 〜それぞれの人生〜 第7話「執着点」（ジョー・ガーナー〈ジェイ・R・ファーガソン〉）
- 私はラブ・リーガル4 #11（リック・ケラー〈ケネス・ミッチェル〉）

#### アニメ
- ATOM（ロボツキー）
- おさるのジョージ
- カールじいさんの空飛ぶ家（チャールズ・マンツ〈過去〉、オメガ）
- きかんしゃトーマス（ゴードン、レッジ、ミスター・ダンカン、フライング・スコッツマン、マーリン、クワク、コービー 他）※テレビ東京版、NHK Eテレ版
  - きかんしゃトーマス みんなあつまれ!しゅっぱつしんこう
  - トーマスをすくえ!! ミステリーマウンテン
  - きかんしゃトーマス 伝説の英雄
  - きかんしゃトーマス ミスティアイランド レスキュー大作戦!!
  - きかんしゃトーマス ディーゼル10の逆襲
  - きかんしゃトーマス キング・オブ・ザ・レイルウェイ トーマスと失われた王冠
  - きかんしゃトーマス 勇者とソドー島の怪物
  - きかんしゃトーマス トーマスのはじめて物語
  - きかんしゃトーマス 探せ!!謎の海賊船と失われた宝物
  - きかんしゃトーマス 走れ!世界のなかまたち
  - きかんしゃトーマス とびだせ!友情の大冒険
  - きかんしゃトーマス Go!Go!地球まるごとアドベンチャー
  - きかんしゃトーマス チャオ!とんでうたってディスカバリー!!
  - きかんしゃトーマス おいでよ!未来の発明ショー!
- くまのプーさん (2011)（スグモドル）
- 最強武将伝 三国演義（王双）
- ザ・スター はじめてのクリスマス
- ザ・バットマン（ジョン・グレイソン）
- シンデレラIII 戻された時計の針
- 邪悪なコンカルネ（エストロイ、タイトルコール）
- SING/シング（ボス熊）
- SING/シング: ネクストステージ（ビッグ・ダディ）
- ズートピア（ボゴ署長[301]）
- スターシップ・トゥルーパーズ インベイジョン（ラッツアス）
- スパイダーマン（モリー・ベンチ / ハイドロマン）
- スパイダーマン:スパイダーバース（トゥームストーン）
- 小さなバイキング ビッケ（ハルバル[302]）
- チキン・リトル（ハリウッドのランド）
- 超ロボット生命体 トランスフォーマー プライム（ショックウェーブ）
- トイ・ストーリー・オブ・テラー!（コンバット・カール、コンバット・カール・ジュニア、ポケッティア、トランジトロン、ヴァンパイア、修理工、フィリップス警官）
  - トイ・ストーリー4（コンバット・カール）
- トムとジェリーテイルズ（ライオン、フランケンシュタイン）
- トランスフォーマー アドベンチャー -マイクロンの章-（レザーパウ）
- トランスフォーマー アニメイテッド（アイアンハイド[303]、アルファトライオン）
- ノートルダムの鐘II
- ハッピー フィート2 踊るペンギンレスキュー隊（ウェイン）
- ビリー&マンディ（グリム）
- ファンタスティック・フォー（モリー・ベンチ / ハイドロマン）
- フェルディナンド（ヴァリエンテ）
- ミュータントタートルズ（シルバー・シェンチュリー）
- マイリトルポニー〜トモダチは魔法〜（フィドー）
- 魔道祖師（温若寒[304]）
- なんだかんだワンダー（ヘイター卿）
- 百妖譜（化蛇〈中年〉）
- ボブとはたらくブーブーズ クリスマス・トゥ・リメンバー（バンガー）
- モンスターズ・インク（新人研修生）
- モンスターズ・ユニバーシティ（ブロック・ピアソン）
- モンスター・ホテル（現場監督[305]）
- ヨウゼン（魔礼海[306]）
- ヨセフ物語 〜夢の力〜
- ライズ・オブ・ミュータント・タートルズ:THE MOVIE（ラファエロ）
- RWBY（タクソン）

#### テレビ番組（吹き替え）
- ランニング・ワイルド:過酷なミッション #5（アンソニー・アンダーソン〈本人〉[307]）

### デジタルコミック
- VOMIC
  - 斉木楠雄のΨ難（燃堂力）
  - 超速変形ジャイロゼッター（久石豊）
  - めだかボックス（都城王土）
- コミドラ バガタウェイ（土井伸太）
- ENSOKU STORE 食キング（北方歳三）
- アニコミ 元武王のおっさんと、万魔王と呼ばれた娘。〜ほのぼの父娘の殺伐無双〜（2023年、ディラン[308]）

### ラジオ
※はインターネット配信。
- ラジオ パンプキン・シザーズ こちら陸情3課放送局（2006年 - 2007年、音泉※）
- RADIO MACROSS（2008年、音泉※、文化放送、MBSラジオ）
- まおゆうメイドラジオα（東の砦将&まおゆう先生役）（2012年 - 2013年、ニコニコ生放送※、ファミ通.com※、アニメイトTV※）
- 華劇ラヂヲ（2014年、funラジオ）
- JOESTAR RADIO（2021年、YouTube※・音泉※）

### 特撮
2001年
- 仮面ライダーアギト（地のエルの声）
- 劇場版 百獣戦隊ガオレンジャー 火の山、吼える（ゼウスオルグの声）

2004年
- 特捜戦隊デカレンジャー（ベイルドンの声）

2006年
- 轟轟戦隊ボウケンジャー（怒りの鬼神ガイ / クエスター・ガイの声）
- 轟轟戦隊ボウケンジャー THE MOVIE 最強のプレシャス（ガイの声）

2009年
- 仮面ライダーディケイド（アリゲーターイマジンの声）

2011年
- 仮面ライダーオーズ/OOO（カブトヤミーの声）

2012年
- 特命戦隊ゴーバスターズ（スパナロイドの声）

2013年
- 獣電戦隊キョウリュウジャー（ヤキゴンテの声）

2014年
- 烈車戦隊トッキュウジャー（リングシャドーの声）

2021年
- 機界戦隊ゼンカイジャー（トウギュウワルドの声）

2023年
- 仮面ライダーガッチャード（エックスレックスの声）

2024年
- 爆上戦隊ブンブンジャー（ネオングルマーの声）

2025年
- ナンバーワン戦隊ゴジュウジャー（おせっかいノーワンの声）

### ボイスオーバー
- 古代エジプト世紀の大発見プロジェクト ツタンカーメンと伝説の王妃3300年の新事実
- 日立 世界・ふしぎ発見!

### テレビドラマ
- 警視庁ゼロ係〜生活安全課なんでも相談室〜（ナレーション）
- ボイスII 110緊急指令室（2021年9月18日、日本テレビ） - 鑑識役

### テレビ番組
- あの歌がきこえる
- NHKスペシャル 新・映像の世紀
  - 第2集「グレートファミリー 新たな支配者」（朗読）
  - 第3集「時代は独裁者を求めた」（アドルフ・ヒトラー）
- ＃声優ぷらす（2019年4月21日）
- ビットワールド（アーティ、ナレーション、2021年4月2日から）
- 魅惑のハワイ!サメの世界（ナレーション、2021年8月22日[310]）
- Let's天才てれびくん（ずぶろん）
- 音でおとぎ話〜世界を彩る魔法の効果音〜（2025年3月17日、NHK総合） - ラジオドラマ「桃太郎改め ユフォたろう」（おじいさん、サンタクロース、雪男）

### 人形劇
- こどもにんぎょう劇場「タイムマシンの冒険3」（原始人一家の父）
- Thunderbolt Fantasy 東離劍遊紀2（歿王）

### 舞台
- 東京ジャンケン公演
  - 旗揚げ公演「あなたに会えてよかった〜Communicating Doors〜」（2013年5月2日 - 6日、出演[311]）
  - 第5回公演 「おかしな二人〈女性版〉」（2015年9月10日 - 13日、出演[312]）
  - 番外公演「俺の屍を越えていけ」（2016年4月28日 - 5月1日、出演[313]）
- 岩﨑大20周年企画公演 Supported by 東京ジャンケン 「bastidores-楽屋-」（2018年3月28日 - 4月1日、出演[314]）

### 朗読劇
- 語り魔〜お熱いのがお好き〜「語り魔クラシック」（2017年10月28日 - 29日、演出・出演）
- 鈴木区朗読文化協会 第2回講演「朗読劇 BLT〜ボーイズ･ラブ･ツクール〜 少女と金魚鉢」（2020年11月6日 - 8日、出演[315]）
- 声優が魅了する日本怪談話 朗読劇『流離う魂ー小泉八雲の世界ー』（2020年12月25日、出演〈西田千太郎 役ほか〉）[316]）
- 朗読で描くミステリー「アルセーヌ・ルパン〜ああ、哀しき怪盗紳士〜」（2021年10月24日、出演〈男たち 役〉）[317]
- THE ROUDOKU2「一等星の恋」（2021年10月25日[318]、出演）
- 朗読劇「カラオケ行こ!」（2021年12月19日、出演〈四代目祭林組組長 役〉）[319]）
- アニマックス朗読劇「ハニーレモンソーダ」（2022年9月4日、出演〈石森堅実 役〉）[320]
- VISIONARY READING「三島由紀夫レター教室」（2025年10月11日〈予定〉、出演〈山トビ 役〉）[321]

### パチンコ・パチスロ
- CR魔神英雄伝ワタル（ザン・ギャック）
- パチスロCRヤッターマン（トンズラー）
- パチスロ あしたのジョー2（マンモス西）
- パチスロ パイレーツワールド（ザッシュ）
- ぱちんこCR真・北斗無双 第2章（2018年、サウザー）
- P大工の源さん 超韋駄天（2020年、田村源六[322]）

### 玩具
- 仮面ライダーギーツ PREMIUM DXメモリアルヴィジョンドライバー&ハイスペックベルト帯セット（2025年3月、玩具ボイス）

### その他コンテンツ
- 完全勝利ダイテイオー プロモーションディスク 完全勝利Ver.（オニガッシュマー大王ほか[323]）
- 月刊コロコロコミックCM（ナレーション）
- バナフェス!タウン「華劇」（古畑和慶）
- 奈良国立博物館「「頼朝」と「重源」－東大寺再興を支えた鎌倉と奈良の絆－」音声ガイド（重源、2012年7月21日 - 9月17日）
- トランスフォーマー アニメイテッド玩具PV
  - アイアンハイド ライト&サウンド（音声）
- 国立新美術館「ミュシャ展」音声ガイド（ナレーション、2017年3月8日 - 6月5日）
- 京都国立博物館「特別展覧会　国宝」音声ガイド（解説ナレーター、2017年10月3日 - 11月26日）
- TRUE WIRELESS STEREO EARPHONES アニメ『僕のヒーローアカデミア』 コラボモデル（2021年、オールマイト[324]）
- 「ブラック・ウィドウ」カムバック篇 CM（ナレーション、2021年）[325]
- 東洋水産「マルちゃんZUBAAAN！×幽遊白書コラボムービー」（戸愚呂弟〈代役〉[注 1]、2024年 - ）[326]

## ディスコグラフィ

### キャラクターソング
| 発売日         | 商品名                                                    | 歌 | 楽曲 | 備考                                                         |
| -------------- | --------------------------------------------------------- | --- | --- | ------------------------------------------------------------ |
| 2008年2月27日  | 瀬戸の花嫁 歌謡全集 仁侠篇                                | 豪三郎（三宅健太）と蓮（鍋井まき子） | 「瀬戸内任侠道」 | テレビアニメ『瀬戸の花嫁』関連曲                             |
| 2008年12月24日 | ランカとボビーのSMS小隊の歌 など。                        | ランカ・リー（中島愛） with ボビー・マルゴ（三宅健太） | 「ランカとボビーのSMS小隊の歌」                                                                                             | テレビアニメ『マクロスF』関連曲                              |
| 2008年12月24日 | ランカとボビーのSMS小隊の歌 など。                        | ボビー・マルゴ（三宅健太） | 「ボビーの私の彼はパイロット〜妄想の彼もパイロット」                                                                        | テレビアニメ『マクロスF』関連曲                              |
| 2008年12月24日 | シェリルの宇宙兄弟船 など。                               | ボビー・マルゴ（三宅健太） | 「ボビーのニンジン等。」 | テレビアニメ『マクロスF』関連曲                              |
| 2009年6月3日   | 娘ドラ◎ドラ3                                              | オズマ・リー（小西克幸）、キャサリン・グラス（小林沙苗）、ボビー・マルゴ（三宅健太）                                                                             | 「突撃ラブハート」 | テレビアニメ『マクロスF』関連曲                              |
| 2010年11月24日 | cosmic cuune                                              | シェリル・ノーム starring May'n、ランカ・リー＝中島愛、frontier stars                                                                                            | 「Merry Christmas without You」                                                                                             | テレビアニメ『マクロスF』関連曲                              |
| 2015年12月23日 | 下ネタという概念が存在しない退屈な世界 BD・DVD第5巻特典CD | 奥間狸吉（小林裕介）、轟力雷樹（三宅健太） | 「僕のバナナまで嫌いにならないで下さい（家でゲーム中）」                                                                    | テレビアニメ『下ネタという概念が存在しない退屈な世界』関連曲 |
| 2022年7月27日  | TVアニメ「異世界迷宮でハーレムを」テーマソングCD          | 加賀道夫（八代拓）、アラン（三宅健太） | 「紳士の取引60万ナール」 | テレビアニメ『異世界迷宮でハーレムを』エンディングテーマ     |
| 2023年12月27日 | RVR〜ライジングボルテッカーズラップ〜                     | リコ（鈴木みのり）、ロイ（寺崎裕香）、フリード（八代拓）、オリオ（佐倉綾音）、マードック（三宅健太）、モリー（真堂圭）、ランドウ（塾一久）、ぐるみん（青山吉能） | 「RVR〜ライジングボルテッカーズラップ〜」                                                                                   | テレビアニメ『ポケットモンスター (2023)』エンディングテーマ  |
| 2023年12月27日 | RVR〜ライジングボルテッカーズラップ〜                     | リコ（鈴木みのり）、ロイ（寺崎裕香）、マードック（三宅健太） | 「RVR〜ライジングボルテッカーズラップ〜 - マードックVer.」 「RVR〜ライジングボルテッカーズラップ〜 - マードックVer. PART2」 | テレビアニメ『ポケットモンスター (2023)』エンディングテーマ  |